# Peter Lihl
Peter Lihl (* 15. Oktober 1939; † 19. Dezember 2011 in München) war ein deutscher Fußballspieler. Er spielte in der Oberliga für den TSV 1860 München.

## Karriere
Der Halbstürmer wurde 1958 mit den Löwen bayerischer Jugendmeister und gehörte wie Manfred Wagner seit der Saison 1958/59 dem Oberligateam des TSV 1860 an. Er debütierte im Oberligateam der Löwen unter dem Trainer Hans Hipp am 17. August 1958 an der Seite von Kurt Mondschein, Johann Auernhammer und Rudolf Kölbl beim 3:3 gegen den 1. FC Schweinfurt 05. In diesem Spiel schoss er in der 61. Minute auch sein erstes Oberligator. Er bestritt bis 1961 41 Spiele in der Oberliga, in denen er 18 Tore schoss. Im Freundschaftsspiel gegen Manchester United am 17. Mai 1960 in New York erlitt er eine schwere Knieverletzung, weswegen er später zum Sportinvaliden erklärt werden musste. Sein letztes Spiel in der Oberliga bestritt er am 29. Januar 1961  bei der 2:6-Niederlage gegen den FC Bayern München. Als mit dem neuen Trainer Max Merkel ab der Saison 1961/62 eine Erfolgsära bei den „Blauen“ begann, gehörte er infolge seiner Verletzungsfolgen nicht mehr dem Spielerkreis an und erlebte deshalb auch nicht als Aktiver den Start der Fußball-Bundesliga ab der Saison 1963/64.
Am 19. Dezember 2011 starb er aufgrund einer Krebserkrankung. Er hinterließ eine Frau und zwei Töchter.